# بلانکا سی‌اچ-۴۰۰
بلانکا سی‌اچ-۴۰۰ (به انگلیسی: Bellanca_CH-400_Skyrocket) یک هواگرد ملخ‌پیشین تک‌موتوره از نوع ترابری غیرنظامی ساخت شرکت Bellanca است. هواگرد بلانکا سی‌اچ-۴۰۰ نخستین پروازش را در ۱۹۳۰ میلادی انجام داد. در مجموع، تعداد ۳۲ فروند از این هواگرد ساخته شده‌است.